# 印字機
印字機（いんじき）とは、モールス符号を自動的に紙テープに記すもので、電信に用いた受信機である。

## 解説
有線電信の誕生と共に発明された。モールス符号に合わせて電磁石が動作、電磁石に機械的に結合されたペンにより、紙テープにモールス符号が記され、これを受信者が読んで文字化した。
またタイプライター以降の、文字を紙に印刷する装置などのことも印字機と呼ぶ。